# Канјондам (Калифорнија)
Канјондам (енгл. Canyondam) насељено је место без административног статуса у америчкој савезној држави Калифорнија.

## Демографија
По попису из 2010. године број становника је 31, што је 6 (-16,2%) становника мање него 2000. године.
| Група             | 2000.      | 2010.      |
| Белци             | 33 (89,2%) | 26 (83,9%) |
| Афроамериканци    | 0 (0,0%)   | 0 (0,0%)   |
| Азијати           | 0 (0,0%)   | 2 (6,5%)   |
| Хиспаноамериканци | 0 (0,0%)   | 2 (6,5%)   |
| Укупно            | 37         | 31         |